# العواقب الصحية النفسية لاحتجاز المهاجرين
العواقب الصحية العقلية لاحتجاز المهاجرين تشمل ارتفاع معدلات الاكتئاب والقلق واضطراب ما بعد الصدمة والفصام ومشاكل السلوك وفرط النشاط مقارنة بالسكان بوجه عام. توجد هذه الآثار الضارة بغض النظر عن التجارب المؤلمة السابقة (مثل تجارب الاقتراب من الموت أو الاعتداء الجسدي أو العاطفي أو الجنسي وما إلى ذلك) أو العمر أو الجنسية أو حتى الوقت المنقضي. قد يحدث احتجاز المهاجرين على حدود الدولة أو الولاية أو في مناطق قضائية دولية معينة أو على الجزر البحرية أو القوارب أو المخيمات أو قد يكون حتى في شكل إقامة جبرية. زاد استخدام احتجاز المهاجرين في جميع أنحاء العالم مؤخرًا مما أدى إلى مخاوف أكبر بشأن صحة ورفاهية المهاجرين المحتجزين. وجمعت مراجعة نطاقية لعام 2018 من الطب النفسي في بي إم سي معلومات تُظهر أن احتجاز المهاجرين يؤدي باستمرار إلى آثار سلبية على المحتجزين.

## الملخص
لقد زاد عدد اللاجئين على مستوى العالم بدرجة كبيرة منذ عام 2014. وتقدر المفوضية السامية للأمم المتحدة لشؤون اللاجئين أنه في نهاية عام 2019 بلغ عدد النازحين قسراً 79.5 مليون شخص بما في ذلك النازحون داخلياً (45.7 مليون) واللاجئون (26 مليون) وطالبو اللجوء (4.2 مليون) والفنزويليون النازحون في الخارج (3.6 مليون) مقارنة بـ 51 مليون شخص من النازحين قسراً في عام 2013 وهو بالفعل أكبر عدد منذ الحرب العالمية الثانية.
تحتجز العديد من الدول المهاجرين غير المسجلين بمن فيهم طالبو اللجوء وغير المواطنين. ففي عامي 2017 و2018 بلغ عدد المهاجرين المحتجزين في الاتحاد الأوروبي والمملكة المتحدة 160,504 مهاجر. وفي عام 2017 ارتفع العدد إلى 323,591 مهاجر في الولايات المتحدة.
يُعدّ اللاجئون وطالبو اللجوء أكثر عُرضةً لعواقب الصحة النفسية نظرًا للعبء البدني والعقلي الناتج عن فرارهم من بلدانهم. ويُفاقم الاحتجاز الحالة النفسية للمهاجرين وخاصةً الاكتئاب واضطراب ما بعد الصدمة. وقد بحثت دراساتٌ عديدةٌ في معاناة المهاجرين المحتجزين وخاصةً الأطفال من ضائقة نفسية حادة وطويلة الأمد مما يجعلهم أكثر عُرضةً للخطر.
يُبلغ المحتجزون في مراكز الهجرة عادةً عن القلق والاكتئاب واضطراب ما بعد الصدمة أثناء الاحتجاز وبعده. تشمل عوامل الضغط قبل الاحتجاز التعرض للتعذيب والاتجار بالبشر وأنواع أخرى من انتهاكات حقوق الإنسان مما يُعرّض المهاجرين بالفعل لخطر الإصابة بمشاكل الصحة النفسية. أما في أثناء الاحتجاز فيُضطر المهاجرون إلى التعامل مع فقدان الحرية وخطر الإجبار على العودة إلى بلدهم الأصلي والعزلة الاجتماعية واحتمال تعرضهم للإساءة من الموظفين بمعاملتهم والتي قد تُشبه ما حدث في بلدهم الأصلي مما يُثير تجاربهم المؤلمة.
أجرى تحليل تلوي فحصًا لـ 17 دراسة أجريت على 1168 مشاركًا من المحتجزين المهاجرين بما في ذلك الدول المضيفة مثل الولايات المتحدة والمملكة المتحدة وكندا وأستراليا واليابان وسويسرا والسويد ودول المنشأ التي تتراوح من إيران والعراق وأفغانستان وفلسطين والمكسيك وكوبا إلى دول أخرى في أمريكا الوسطى. ويشير النطاق الواسع من البلدان إلى عالمية التأثير السلبي على الصحة العقلية لاحتجاز المهاجرين. كما تشير النتائج إلى أن الاحتجاز يضيف ضغوطات إضافية للمهاجرين ويرتبط بشدة الأعراض بدرجة أكبر. بالإضافة إلى ذلك يعاني اللاجئون المحتجزون من شدة الأعراض بدرجة أكبر من اللاجئين غير المحتجزين. وترتبط مدة الاحتجاز بشدة النتائج السلبية للصحة العقلية. وذكر أن "تجربة الاحتجاز قد تكون بمثابة عامل ضغط جديد مما يزيد من التأثير التراكمي للتعرض للصدمة مما يؤدي إلى زيادة احتمالية الإصابة بصعوبات الصحة العقلية مثل اضطراب ما بعد الصدمة" (ص. 2)

## السياق التاريخي

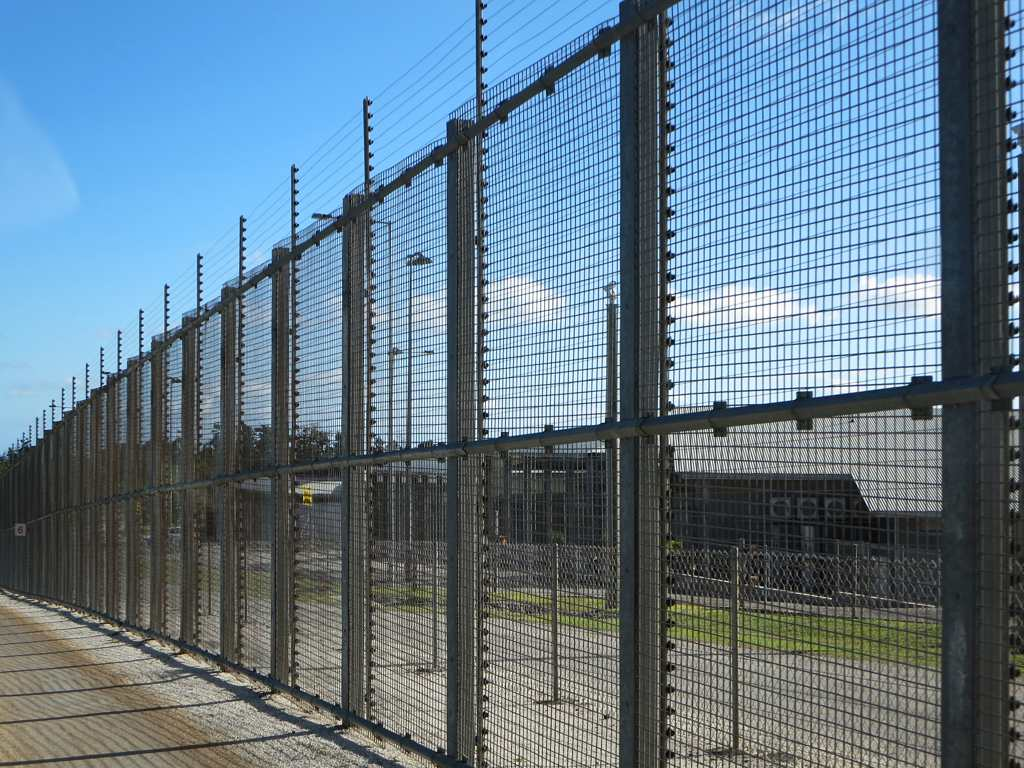
مركز احتجاز المهاجرين في أستراليا يستخدم لاحتجاز طالبي اللجوء.

بدأ الاستخدام المؤسسي لمراكز الاحتجاز خلال ثمانينيات القرن العشرين. قبل هذه النقطة كان الاحتجاز يُستخدم فقط في الظروف المخففة عندما تعتبر الدولة ذلك ضروريًا للغاية. في هذا السياق كانوا يحتجزون المعتقلين في أماكن أكثر ارتجالًا مثل السجون والمستودعات أو حتى غرف الفنادق. وداخل الولايات المتحدة كانت مراقبة الهجرة جانبًا بارزًا من السياسة الوطنية منذ أيام قانون استبعاد الصينيينوحتى جزيرة إليس كانت تضم مركز احتجاز مما يدل على أن الاحتجاز كان دائمًا جزءًا من عملية الهجرة الأمريكية. في الواقع كانت جزيرة إليس تُعرف باسم "جزيرة الدموع" للمهاجرين. في عهد الرئيس رونالد ريغان في ثمانينيات القرن العشرين بدأت دائرة الهجرة والتجنيس (آي أن أس) في احتجاز المهاجرين من منطقة البحر الكاريبي بجدية وبنت العديد من مراكز الاحتجاز داخل الولايات المتحدة وفي بورتوريكو. تلا ذلك نقطة تحول رئيسية مع إقرار قانون مراقبة الهجرة والإصلاح (آي آر سي إيه) في عام 1986. وقد ضمن إقرار هذا التشريع أن تظل مراقبة الهجرة ذات أولوية عالية في السياسة وزاد من تمويل أنشطة التنفيذ والاحتجاز.
مع تزايد تمويل دول مثل الولايات المتحدة واهتمامها باحتجاز المهاجرين دخلت السجون الخاصة هذا المجال. كما أُنشئ أول مركز احتجاز خاص للمهاجرين في الولايات المتحدة في منتصف ثمانينيات القرن الماضي وتبعته العديد من الدول الأخرى في شمال الكرة الأرضية. فعلى سبيل المثال كان استخدام خليج غوانتانامو كمركز احتجاز خارجي بمثابة سابقة لأستراليا لإنشاء مراكز احتجاز مهاجرين خارجية في ناورو وبابوا غينيا الجديدة. وبوجه عام يُعد استخدام مراكز احتجاز المهاجرين ودوريات الحدود وتدابير الرقابة الأخرى ممارسة راسخة في جميع أنحاء العالم للحفاظ على الحدود السياسية والاجتماعية التي أنشأتها الجماعات الاجتماعية المهيمنة.
أصدرت أستراليا قانون الهجرة لعام 1901 الذي قيّد دخول جميع الأشخاص وخاصةً الآسيويين إلى البلاد للحفاظ على مواطنيها البيض. وكان على المقيمين فيها الخضوع لاختبار الإملاء الذي يُحدد ما إذا كان بإمكانهم البقاء داخل البلاد. ولم ينجح معظم المسافرين إلى الخارج في اجتياز الاختبار فعُدّوا غير مؤهلين للإقامة فرحّلتهم الحكومة الأسترالية إلى بلدانهم الأصلية.
لاحقًا أصدرت أستراليا قانون الهجرة في عام 1958 والذي يمنح قوات الحدود الحق في دمج سلطات قسرية على الأشخاص الذين يدخلون البلاد بدون تأشيرة. وبموجب السلطات القسرية الممنوحة للضباط يمكنهم احتجاز الأشخاص وإرسالهم إلى مراكز الاحتجاز حيث سيبقون حتى يحصلوا على تأشيرة أو يتعرضون لخطر الترحيل. كما يُمنح أولئك الموجودون في مراكز الاحتجاز تقديرًا لعدد الأيام في المتوسط 625 يومًا في المراكز. إن غالبية الأشخاص من جميع الأعمار الذين يدخلون البلاد هم لاجئون من الشرق الأوسط وآسيا الذين يسعون للحصول على اللجوء في أستراليا.
لقد أقرت كندا العديد من قوانين الهجرة على مر السنين. وقد أنشأت بعض التشريعات والقوانين أشخاصًا مقيدين ومحميين يدخلون كندا. وقد أنشئ قانون الهجرة لعام 1869 في المقام الأول بتعليمات محددة لحماية الأشخاص الذين كانوا يدخلون كندا عن طريق السفن. ومع تقدم السنين زادت الحكومة الكندية من لوائحها تجاه المهاجرين من خلال إنشاء قانون الهجرة لعام 1976. الوثيقة الرسمية التي كانت مفصلة بدقة بشأن القواعد واللوائح المتعلقة بمن من المهاجرين صنفوهم كلاجئين يسعون للحصول على المساعدة ومن لم يعتبروهم كذلك. وكان إجراء تشريعي رئيسي اتخذته الحكومة الكندية.
تحتوي كندا على واحدة من أعلى معدلات السكان المهاجرين وفقًا لتعداد كندا لعام 2021. وتفخر كندا بأنها دولة إنسانية حيث كانت أول من أقر قانون التعددية الثقافية الكندي لعام 1988. والذي وفر الأمن والخلو من التمييز لجميع الثقافات والمجتمعات المختلفة داخل البلاد. ومع أنهم أقروا قانونًا مهمًا لأولئك الموجودين في كندا إلا أن هناك الكثير ممن يحاولون الدخول إلى كندا وإذا قبضت عليهم قوات الهجرة يرسلوهم إلى مراكز احتجاز المهاجرين حيث يبقون أيضًا لأكثر من عام.

## الظروف في مراكز الاحتجاز
يعاني الأشخاص المحتجزون في مراكز احتجاز المهاجرين من صعوبات ناجمة عن مشاكل لا حصر لها مثل الإهمال وتعلم لغة ثانية والاحتجاز المكتظ وارتفاع درجات الحرارة في المراكز مع تشغيل الأضواء على مدار 24 ساعة وقلة الرعاية الطبية أو انعدامها للمهاجرين المتعثرين والتمييز والمرض وأكثر من ذلك.
في الولايات المتحدة وخلال إدارة الرئيس ترامب زار أعضاء الكونجرس ومسؤولون حكوميون آخرون مراكز احتجاز المهاجرين التي تديرها إدارة الهجرة والجمارك (آي سي إي) وإدارة الخدمات الإنسانية للأطفال والأسر (إيه سي أف) في تكساس. وقد صُدم الكثير منهم بما واجهوه استنادًا إلى 60 طفلاً قاموا بمقابلتهم والذين كان العديد منهم يعانون من سوء التغذية ولم تكن المرافق الصحية مناسبة لظروف المعيشة. أكدت العديد من الحالات التي أصيب فيها حوالي 540 مهاجر وبعض الموظفين بمرض النكاف في تكساس. ومع زيادة عدد الحالات في مرافق آي سي إي المختلفة والنمو الهائل للمحتجزين لم تكن 25000 جرعة من اللقاحات التي أعطوها تعد كافية.
قُدِّمت شكاوى خطيرة وأُرسلت إلى مكتب الحقوق المدنية التابع لوزارة الأمن الداخلي (سي آر سي أل) لإجراء تغيير في نظام إدارة الهجرة والجمارك (آي سي إي) المُسيء داخل مراكز الاحتجاز. ووصفت الشكاوى المعاملة التي يواجهها الأفراد وكيف يُرسل موظفو المراكز الأشخاص الذين يعانون من مشاكل نفسية إلى الحبس الانفرادي بدلاً من إرسالهم إلى الرعاية الطبية. حيث يُخالف هذا النوع من المعاملة في مرافق إدارة الهجرة والجمارك معايير الاحتجاز الوطنية لعام 2019 للمرافق الغير مُخصصة.
في كندا احتجزت وكالة خدمات الحدود الكندية (سي بي أس إيه) الأشخاص وفقًا لما تراه مناسبًا بموجب قانون الهجرة وحماية اللاجئين. ففي عام 2020 احتجزت كندا 8825 شخصًا منهم 136 طفلًا لأسباب تتعلق بالهجرة. وأُرسل بعضهم إلى سجون شديدة الحراسة أو إلى الحبس الانفرادي دون أي معلومات عن مدة احتجازهم. أما من هم من أصول أفريقية أو كاريبية سوداء فيتعرضون لمعاملة وحشية حيث يُكبلون بالأغلال ويُفتشون عراة ويُسلبون كل شيء.
خلال جائحة كوفيد-19 ازداد انتشار الأمراض داخل مراكز العزل. وتعرضت النساء الحوامل للإجهاض وكانت الرعاية الطبية التي احتجنها رديئة الجودة كما ارتفعت معدلات وفيات الرضع وتسمم الحمل وما إلى ذلك.
في أستراليا يُجري مجلس اللاجئين الأسترالي (آر سي أو إيه) زيارات أسبوعية لمراكز الاحتجاز ويواجه معظمهم قواعد ولوائح تطبقها قوة الحدود الأسترالية (إيه بي أف). ويُطلب من الزوار طلب إشعار مُسبق قبل 48 ساعة من تاريخ الزيارة. ويُخوّل الموظفون رفض الزائر إذا رأوا ذلك مُناسبًا حيث يُحددون عدد الزوار في المنشأة. كما يجب على الزائر تناول الطعام الذي يُحضره خلال فترة الزيارة وإلا فسيتخلصون منه. يُعامل الزوار بوجه عام بطريقة غير مُرحبة حيث تُصبح القواعد أكثر صرامة بشأن ما يُسمح للزوار باستخدامه وما لا يُسمح لهم بإحضاره وما لا يُسمح لهم بفعله قبل الزيارة.

## النتائج الشائعة للصحة العقلية
أكثر نتائج الصحة النفسية شيوعًا لدى المهاجرين المحتجزين هي اضطراب ما بعد الصدمة والاكتئاب والقلق والانتحار (بما في ذلك إيذاء النفس والأفكار الانتحارية ومحاولات الانتحار). حيث ستوضح الأقسام التالية أسباب هذه المعدلات المرتفعة بما في ذلك شهادات المهاجرين المحتجزين.

### اضطراب ما بعد الصدمة (بيه تي أس دي)
أجرت دراسة من المجلة الدولية للصحة العامة مقابلات مع طالبي لجوء محتجزين في كندا. وكشفت النتائج أن "معاملتهم كالمجرمين" وإجبارهم على الانتظار "لفترة غير محددة" لا يملكون خلالها سيطرة تُذكر كان له تأثير سلبي على صحتهم النفسية. كما كشفت الدراسة أن العنف وانعدام السيطرة أدى إلى إعادة صدمة نفسية لطالبي اللجوء الذين تعرضوا سابقًا لصدمات نفسية.

### الاكتئاب
وبالمثل قام فريق المفوضية السامية للأمم المتحدة لشؤون اللاجئين بمراقبة الصحة العقلية لطالبي اللجوء المحتجزين في جزيرة مانوس ووجد أن 90٪ منهم قد شخصوهم باضطراب اكتئابي حاد أو اضطراب قلق عام أو اضطراب ما بعد الصدمة. وقال اللاجئون المحتجزون في أستراليا ومراكز الاحتجاز الخارجية إن "الحياة في الاحتجاز لا معنى لها" وتحدثوا عن مشاعر اليأس الشديد والوحدة. وحتى بعد إطلاق سراحهم من الاحتجاز بدا الاكتئاب كأبرز مشكلة تتعلق بالصحة العقلية للاجئين الذين قابلوهم.

### القلق
خلال فترة الاحتجاز عانى كلٌّ من طالبي اللجوء واللاجئين من أعراض قلق مرتبطة بعدم اليقين وانعدام السيطرة أثناء الاحتجاز. وزاد من هذه المشاعر الخوف من العنف داخل المركز والشعور بانعدام العدالة فيما يتعلق بمعالجة التأشيرات. فأفاد العديد من اللاجئين الذين قابلوهم بعد إطلاق سراحهم في أستراليا بأعراض قلق شديدة وأفكار داهمة مرتبطة بفترة احتجازهم.

### الانتحار
تُحدد دراسة حالة تُركز على مركز ناورو الإقليمي لمعالجة طلبات اللجوء في أستراليا أفكارًا انتحارية ومحاولات انتحار لدى أحد المحتجزين وتُبرز الفجوة في الوقاية من الانتحار في مركز الاحتجاز. ووفقًا لهذه الدراسة شملت العوامل الكامنة وراء محاولات انتحار هذا المحتجز فترات احتجاز طويلة وعدم معرفة موعد إطلاق سراحه والإجراءات القانونية المُطولة والغير عادلة.

وجدت دراسة حالة اعتمدت على بيانات محدودة من المملكة المتحدة أن معدل إيذاء النفس الذي يتطلب رعاية طبية يبلغ حوالي 13% - وفقًا لتقدير متحفظ. ومن بين هذه الفئة كان 72% من طالبي اللجوء المحتجزين يعانون بالفعل من الاكتئاب. ومع ذلك أظهرت هذه الدراسة تحديدًا وجود نقص حاد في المعلومات المتعلقة بإيذاء النفس والانتحار داخل مراكز الاحتجاز.
"يوجد احتمال كبير أن أقتل نفسي هنا. أموت ببطء كل يوم. إلى ماذا أوصلت عائلتي؟" - محتجز في مركز احتجاز المهاجرين الأسترالي

### الفُصام
كانت دراسة نشرتها المجلة الأمريكية للطب النفسي قد حللت الدراسات المنشورة سابقًا والتي أجريت من عام 1977 إلى عام 2013. وكان الهدف هو فهم كيفية ارتباط الفصام بالمهاجرين من الأقليات ذوي الوضع الاجتماعي والاقتصادي المنخفض. وجمعت الدراسة 18 دراسة منشورة استوفت معاييرها للمهاجرين من دول مختلفة مثل أستراليا والسويد والدنمارك والمملكة المتحدة. كما صنفت الدراسة المجموعات المختلفة بناءً على لون البشرة واحتمالية ارتفاع خطر الإصابة بالفصام ووضعهم الاقتصادي من بلد الميلاد ذي الصلة بتطور الفصام. ومع كل الدراسات التي جمعوها والتحليلات المتعددة التي أجريت فقد حسبوا متوسطًا قدره 2.9 مع مستوى ثقة 95٪ للمهاجرين من الذكور والإناث من الجيل الأول والجيل الثاني الذين لديهم خطر أعلى للإصابة بالفصام.
اختتمت الدراسة بفكرة أن التاريخ العائلي السابق أيضًا هو سبب في إصابة الأجيال بالفصام ولكنها تزعم أيضًا أن البيئة التي يتواجد فيها المهاجر تساهم في زيادة خطر الإصابة بالفصام.

## انفصال الأسرة
على مدار العقود القليلة الماضية استُخدم فصل العائلات في الولايات المتحدة كسياسة ردع للمهاجرين. وقد أدت سياسات مثل الترحيل السريع وتجريم المهاجرين الذين يعبرون الحدود دون وثائق رسمية بالإضافة إلى سياسة ترامب "عدم التسامح مطلقًا" إلى تهيئة الظروف المؤدية إلى فصل العائلات في الولايات المتحدة.
نتيجة للأبحاث الحديثة ارتبط انفصال الأسرة ارتباطًا وثيقًا بنتائج سلبية على الصحة العقلية وخاصةً للمهاجرين الذين تعرضوا لصدمات سابقة مثل اللاجئين أو طالبي اللجوء. وأظهرت المقابلات التي أُجريت مع العديد من عائلات اللاجئين بعد إعادة توطينهم في الولايات المتحدة أن انفصال الأسرة كان عامل ضغط رئيسي. ففي هذه الحالة تشمل مخاوف انفصال الأسرة الخوف على أفراد الأسرة الذين قد لا يزالون في خطر والشعور بالعجز عن مساعدة أفراد الأسرة المنفصلين، والافتقار إلى الروابط الاجتماعية والعاطفية والثقافية المهمة عن طريق الأسرة. كما طبقت نفس الدراسة العديد من المقاييس الراسخة للصحة العقلية وجودة الحياة على العائلات التي قابلتها ووجدت أن أولئك الذين كانوا يعانون من انفصال الأسرة لديهم مستويات أعلى من القلق والاكتئاب واضطراب ما بعد الصدمة، ومقاييس أقل لجودة الحياة مقارنة بأولئك الذين لم ينفصلوا عن أفراد الأسرة. ويعتمد التعافي النفسي بعد إطلاق سراح المحتجز بدرجة كبير على استقرار أسرة المحتجز مما يعني أن انفصال الأسرة يمكن أن يكون له آثار طويلة المدى حتى بعد انتهاء الاحتجاز.

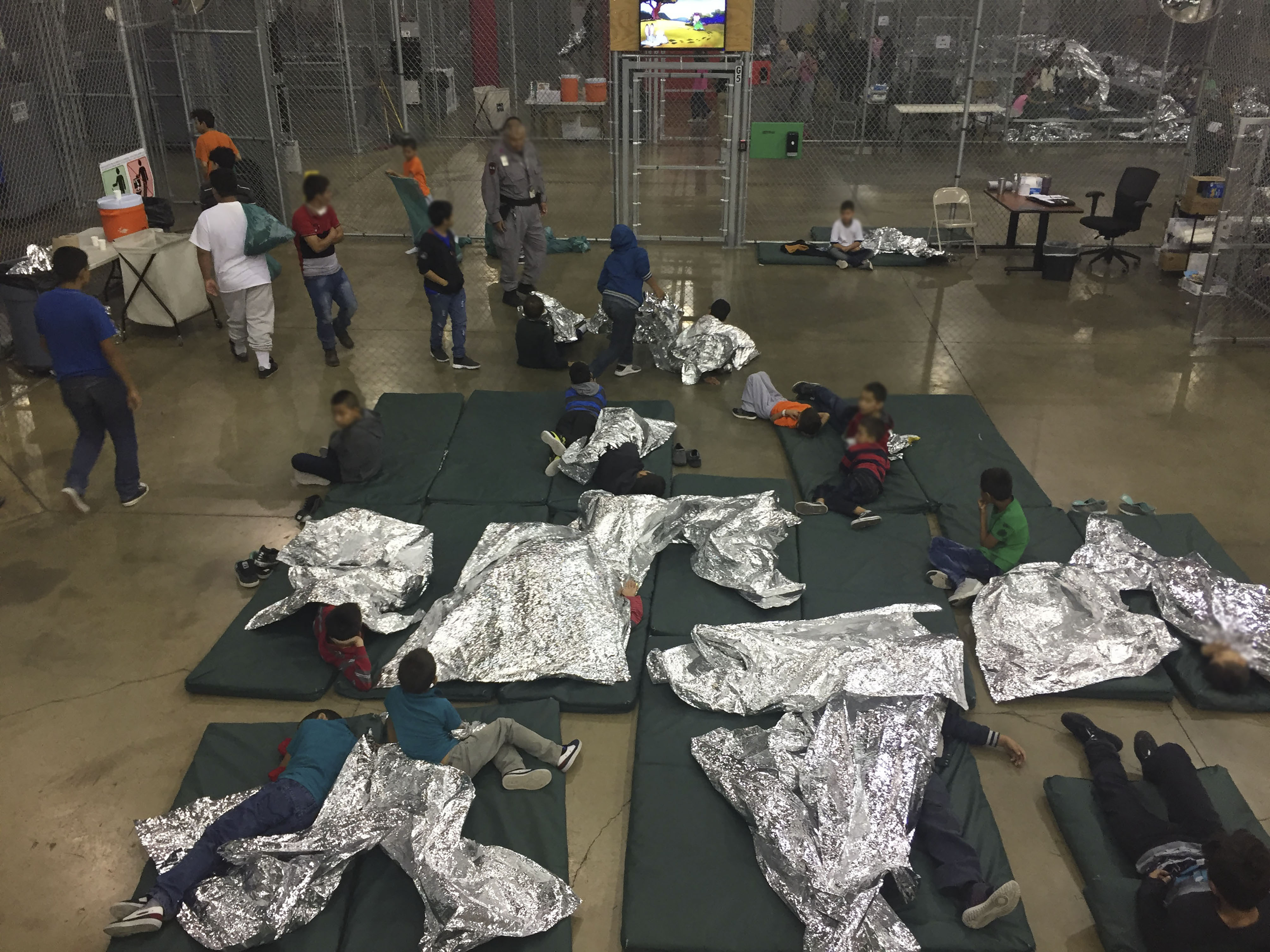
مركز احتجاز في تكساس الولايات المتحدة الأمريكية

في ظل الظروف الاعتيادية لفصل الأسرة يُحتجز الوالدان جنائيًا ويُحقق معهما بينما يُحتجز الأطفال منفصلين. وفي مراكز الاحتجاز الأمريكية قد يُخرج الوالدان قسرًا من زنزانات الاحتجاز مع أطفالهما دون سابق إنذار أو فرصة لتوديعهم ودون معرفة ما إذا كان سيلمّ شملهم أم لا. ونظرًا للآثار السلبية لاحتجاز المهاجرين فإن فصل الوالدين عن أطفالهم يُسبب صدمة نفسية أكبر للوالدين ويُعيق قدرتهم على رعاية أطفالهم حتى بعد لمّ شملهم.
أعربت ليديا عن صعوبة التواصل مع ابنها خوفًا من أن يؤدي فصلهما مجددًا عن طريق الاحتجاز أو الترحيل إلى تفاقم الصدمة النفسية. وهذا يعكس التأثير الكبير الذي لا تزال صدمة الانفصال تُحدثه على ليديا وقدرتها على توفير تعلق آمن بابنها. - روايات شخصية من موظفي برنامج تيرا فيرما في نيويورك
إن انفصال الأسرة له تأثير عميق على الصحة النفسية للأطفال وهو ما سيناقش في قسم لاحق بمزيد من التفصيل.

## فئات خاصة

### النساء
غالبًا ما تُتَجاهل التجارب الخاصة للنساء المهاجرات المحتجزات. حيث كشفت المقابلات مع ضباط الاحتجاز في اليونان أن النساء المحتجزات غالبًا ما يصنفن ثقافيًا ويضفى طابع جنسي عليهن أثناء الاحتجاز. ففي الولايات المتحدة أبلغ عن آلاف حالات العنف الجنسي ضد النساء المحتجزات والعديد من الحالات يرتكبها ضباط إنفاذ قوانين الهجرة والجمارك (آي سي إي). في حين أن النساء لسن الهدف الوحيد للعنف الجنسي فقد كانت توجد مشكلات منهجية تتعلق باغتصاب النساء المحتجزات وتصويرهن في الحمام والاعتداء عليهن بطريقة أخرى أثناء الاحتجاز. أما في الولايات المتحدة بين عامي 2012 و2018 فكان يوجد حوالي 1500 حالة اعتداء جنسي أبلغ عنها في مراكز احتجاز آي سي إي ناهيك عن الحالات التي لم يبلغ عنها. كما أن للانفصال الأسري آثارًا خاصة على النساء وخاصة الأمهات. إذ يمكن للأمهات اللاتي يتعرضن لصدماتهن الخاصة ثم يعانين من الانفصال عن أطفالهن أن يؤدي إلى ارتباط غير صحي بين الوالد والطفل ويمكن أن يجعل الأم أقل استجابة لاحتياجات طفلها. وتصف روايات مباشرة من الأمهات المنفصلات كيف قيل لأطفالهن إن أمهاتهم لا يرغبن فيهم مما أدى إلى ضائقة شديدة واضطراب ما بعد الصدمة للأمهات والأطفال بعد الإفراج عنهم وإعادة توحيدهم.

### الأطفال والمراهقون
بين المهاجرين المحتجزين في الولايات المتحدة يكون الأطفال والمراهقين -الذين تقل أعمارهم عن 18 عامًا- أكثر عرضة للخطر، ويرجع ذلك جزئيًا إلى تداخل التجارب المؤلمة مع مراحل النمو الحرجة. فبعد فحص 425 طفلًا مهاجرًا احتجزوهم في الولايات المتحدة وجدت دراسة أن 17٪ لديهم تشخيص محتمل لاضطراب ما بعد الصدمة، وهو أكثر من ثلاثة أضعاف انتشار اضطراب ما بعد الصدمة مدى الحياة بين المراهقين أي أولئك الذين أصيبوا باضطراب ما بعد الصدمة في مرحلة ما من حياتهم. وللأحداث المؤلمة تأثير كبير على الأطفال الصغار (الذين تتراوح أعمارهم بين 4 و8 سنوات) مما يضر بنموهم العاطفي والسلوكي. ويؤدي هذا إلى مشاكل في السلوك أو فرط النشاط. بالإضافة إلى ذلك أظهر الأطفال الذين أجبروا على الانفصال عن أمهاتهم المزيد من الضيق.
يصل معظم الأطفال إلى أستراليا على متن قوارب طالبين اللجوء والحماية من الحكومة الأسترالية. ومنذ أن وضعت أستراليا لائحة صارمة باحتجاز أي شخص لا يحصل على تأشيرة قانونية يُرسل الأطفال إلى مراكز الاحتجاز حيث لا يُحدد لهم موعد إطلاق سراحهم. إذ يتراوح متوسط مدة احتجاز الطفل بين 17 يومًا وسنة و8 أشهر و11 يومًا. ويتزايد عدد الأطفال المحتجزين سنويًا ويصل بعضهم دون مرافق ويُرسلون إلى مركز احتجاز بديل يُشبه دور الرعاية.

### الجنس والأقليات الجنسية
بالنظر إلى اللاجئين وطالبي اللجوء المهاجرين من شمال إفريقيا والشرق الأوسط ووسط/جنوب آسيا إلى النمسا وهولندا فإن العديد منهم من أفراد مجتمع الميم. فبعض هذه المناطق لديها قوانين تجرم العلاقات المثلية مما أدى إلى الاضطهاد المؤلم لأفراد مجتمع الميم قبل مغادرتهم أوطانهم. ويمكن أن تشمل هذه الصدمة السابقة الاغتراب الاجتماعي بالإضافة إلى العنف الجسدي والجنسي. في أثناء وبعد عملية الهجرة لا يزال المهاجرون من مجتمع الميم عرضة للتمييز والعنف من المهاجرين الآخرين وضباط الاحتجاز وحتى مقدمي الخدمات. على وجه الخصوص أبلغ المهاجرون المتحولون جنسياً عن حالات عنف واغتصاب أثناء رحلاتهم. وتتفاقم هذه الحالات بالنسبة للأفراد المتحولين جنسياً الذين قد لا يمرون على أنهم متوافقون جنسياً أو الذين لا يتخذون تدابير خاصة لتقديم أنفسهم على أنهم الجنس الذي عين لهم عند الولادة.

## العواقب طويلة المدى
تشمل الضغوطات طويلة المدى التي قد تؤثر على اللاجئين والمهاجرين صعوبات التثاقف والعزلة والتمييز وسوء ظروف المعيشة وسوء الرعاية الصحية وما إلى ذلك. ومع ذلك قد تستمر الآثار الضارة للاحتجاز والتي تتفاقم بسبب طول مدة الاحتجاز في الوجود لفترة طويلة بعد إطلاق سراحهم من المراكز. وحتى لو كان الاحتجاز مؤقتًا فإن عواقبه ليست كذلك. ومن المهم ملاحظة أن ليس كل المهاجرين يصابون بالاكتئاب أو القلق أو اضطراب ما بعد الصدمة أو غيرها من الاضطرابات النفسية. فوجدت دراسة أسترالية فحصت 241 مهاجرًا ناطقًا بالعربية أنه بعد 3 سنوات في المتوسط بعد إطلاق سراحهم من مراكز الاحتجاز لا يزال أكثر من نصف أولئك الذين احتُجزوا لأكثر من 6 أشهر يعانون من الاكتئاب السريري مما يضاعف تقريبًا نسبة أولئك الذين احتُجزوا لمدة تتراوح بين شهر وخمسة أشهر. وهذا مستقل عن التجارب المؤلمة السابقة. توجد حاجة إلى دراسات مستقبلية لتحديد الآثار طويلة المدى الأكثر جوهرية لاحتجاز المهاجرين.
أُجريت دراسة تُظهر كيف يُهدد الترحيل كلٌّ من غير المواطنين والمواطنين اللاتينيين نفسيًا. وأشارت الدراسة إلى زيادة في الضائقة النفسية خلال الانتخابات الوطنية لترامب تجاه غير المواطنين لأنهم كانوا الأكثر تضررًا. فلم يروا أن ذلك يمثل تغييرًا كبيرًا بالنسبة للمجموعة الأخرى حتى بعد 30 يومًا مع الإعلان عن إلغاء دي إيه سي إيه و دي إيه بيه إيه. وخلصت الدراسة إلى أن كلتا المجموعتين تتأثران بدرجة كبيرة بتهديدات الترحيل الوطني لأنها تستهدف الأفراد أو أفراد أسر الأفراد المتأثرين. كما لا يزال الخوف قائمًا داخل الفرد من الانفصال عن أحبائه بعد سنوات من إدارة ترامب.

## بدائل الاحتجاز
تشير بدائل الاحتجاز إلى مجموعة من السياسات والإجراءات المتعلقة بالهجرة والتي لا تعتمد على حجز واحتجاز المهاجرين واللاجئين وطالبي اللجوء. وتأتي بدائل الاحتجاز في عدة أشكال مثل الإفراج المشروط والكفالة والاحتجاز العائلي أو المجتمعي وإدارة الحالات والتتبع الإلكتروني والزيارات الترحيبية والإقامة الجبرية وحوافز العودة الطوعية. وفي الوقت الحالي أصبحت بدائل الاحتجاز مُقننة في القانون والممارسة إلى حد ما في البلدان حول العالم. وقد أدرجت معظم الدول الأعضاء في الاتحاد الأوروبي قوانين توفر بدائل للاحتجاز. ولدى الولايات المتحدة أداة لتقييم المخاطر تُستخدم لتحديد ما إذا كان يُسمح بوضع المهاجرين المعرضين للخطر في بدائل للاحتجاز.
إدراكًا من هيئة الخدمات الاجتماعية اليسوعية بأن القادمين إلى دول العالم الأول هم بشرٌ حاولوا الدخول بهدف طلب اللجوء. فمعظم الأطفال تتراوح أعمارهم بين عام واحد واثني عشر عامًا تُجادل الهيئة بأنه لا ينبغي حبس الأطفال، وأن إرسالهم إلى مراكز الاحتجاز يجب أن يكون الملاذ الأخير. كما يجب أن تظل قواعد ولوائح الزيارات ثابتة لضمان سير عملية الزيارة بسلاسة. إن للزائرين تأثيرٌ على الأشخاص الذين يعانون من تحديات نفسية إذ تُتيح لهم فرصة الشعور بأن صوتهم مسموع وأن لديهم من يثقون به.
أحد النماذج النظرية الرائدة لبدائل الاحتجاز هو نموذج التقييم المجتمعي والتوطين (سي إيه بيه). يكمن أساس هذا النموذج في مفهوم أن الاحتجاز ليس ضروريًا في المقام الأول وأنه يجب السماح للمهاجرين بحرية الحركة. بناءً على صحة الفرد وهويته وضعفه وما إلى ذلك فإن الخطوة التالية هي إيجاد بيئة مجتمعية آمنة. ومن الناحية المثالية يشمل ذلك الخدمات القانونية والترجمة الفورية والسكن والطعام ومديري الحالات. وأخيرًا يمكن وضع أي تدابير رقابية إضافية في المجتمع إذا لزم الأمر - مع عدم استخدام الاحتجاز إلا للضرورة القصوى. وبدائل الاحتجاز مثل نموذج سي إيه بيه والنماذج الأخرى القائمة على تلبية احتياجات المهاجرين لها آثار إيجابية على الصحة العقلية. من ناحية أخرى يمكن أن يكون لمتطلبات المراقبة الشديدة آثار سلبية على الصحة العقلية. فبالنسبة للفئات السكانية المعرضة للخطر بصفة خاصة مثل الأطفال حتى الاحتجاز المجتمعي يمكن أن يؤدي إلى ضرر جسدي ونفسي.
في نهاية المطاف يُمثّل الدفع نحو بدائل الاحتجاز تحولاً عن تجريم المهاجرين ونحو معاملة تُركّز على حقوق الإنسان للمهاجرين. ووفقاً لدراسات مُختلفة حول هذا الموضوع تُعدّ إدارة الحالات الفردية والخدمات العامة جزءاً أساسياً من أي نموذج ناجح. وفي المناطق التي تُوجّه فيها الأموال نحو مراكز الاحتجاز الخاصة قد يلزم إعادة توجيه التمويل إلى الخدمات الاجتماعية والموارد العامة. ومع ذلك يُجادل بعض مُدافعي حقوق المهاجرين بأنّ بدائل الاحتجاز لا تزال تُمثّل الحبس والسجن بطرق أقلّ وضوحاً. ولا تزال حريات وحقوق المهاجرين خاضعة للرقابة والتقييد بموجب بدائل الاحتجاز لذا قد تحتاج حلول أخرى إلى مزيد من البحث.